# Transmitter North Hessary Tor
Transmitter North Hessary Tor – maszt radiowy postawiony w południowo-zachodniej części Wielkiej Brytanii w hrabstwie Devon. Ma 196,7 metra wysokości. Stoi na wzgórzu o wysokości 313,8 metra co daje sumaryczną wysokość 510,5 metra. Początkowo zbudowany był dla zapewnienia pokrycia sygnałem telewizyjnym południowo-zachodniej części półwyspu Wielkiej Brytanii. Dzisiaj główną funkcją masztu jest transmisja sygnału stacji radiowych.
| Stacje TV | Stacje radiowe |
| --------- | -------------- |
| BBC1      | BBC R1         |
| BBC2      | BBC R2         |
| ITV1      | BBC R3         |
| Ch4       | BBC R4         |
|           | Radio Devon    |
|           | Classic FM     |